# Jacek Grzybowski
Jacek Grzybowski (ur. 11 sierpnia 1973 w Wołominie) – polski duchowny rzymskokatolicki, doktor habilitowany filozofii, biskup pomocniczy warszawsko-praski od 2020.

## Życiorys
Urodził się 11 sierpnia 1973 w Wołominie. W latach 1988–1992 kształcił się w miejscowym I Liceum Ogólnokształcącym im. Wacława Nałkowskiego. W tym czasie został członkiem Ruchu Światło-Życie. W latach 1992–1998 odbył studia filozoficzno-teologiczne w Wyższym Metropolitalnym Seminarium Duchownym w Warszawie. Na prezbitera został wyświęcony 30 maja 1998 w katedrze św. Michała Archanioła i św. Floriana Męczennika w Warszawie przez Kazimierza Romaniuka, biskupa diecezjalnego warszawsko-praskiego. Inkardynowany został do diecezji warszawsko-praskiej. Studia kontynuował na Papieskim Wydziale Teologicznym w Warszawie, gdzie w 1998 uzyskał magisterium, a w 1999 licencjat. W 2001 rozpoczął studia doktoranckie na Wydziale Filozofii Chrześcijańskiej Uniwersytetu Kardynała Stefana Wyszyńskiego w Warszawie, które ukończył w 2004 z doktoratem na podstawie dysertacji Filozoficzne konsekwencje średniowiecznego sporu o legitymizację władzy. Ujęcie św. Tomasza z Akwinu i Dantego Alighieri.
Jako wikariusz pracował w parafii św. Jana Chrzciciela i św. Stanisława w Stanisławowie w latach 1998–2000 i parafii Świętej Trójcy w Ząbkach w latach 2000–2003. Od 2003 do 2004 był kapelanem w Zgromadzeniu Sióstr Dominikanek Misjonarek Jezusa i Maryi w Zielonce. W latach 2013–2017 zajmował stanowisko rezydenta w parafii św. Łukasza Ewangelisty w Warszawie. W strukturach diecezjalnych został w 2011 członkiem komisji ds. reformy formacji, a w 2014 członkiem komisji ds. studiów. W 2017 został diecezjalnym duszpasterzem akademickim i dyrektorem Domu Słowa Bożego Arka w Warszawie. W 2018 wszedł w skład diecezjalnej rady kapłańskiej. W 2012 został obdarzony przywilejem rokiety i mantoletu, a w 2017 otrzymał godność kanonika honorowego kapituły konkatedralnej.
W latach 2004–2013 pełnił funkcję prefekta w Wyższym Seminarium Duchownym Diecezji Warszawsko-Praskiej, od 2005 był jednocześnie dyrektorem biblioteki seminaryjnej. W seminarium duchownym wykładał filozofię, ponadto prowadził wykłady i zajęcia z historii filozofii, antropologii filozoficznej i filozofii Boga w ramach studiów dla świeckich na Papieskim Wydziale Teologicznym w Warszawie. W 2007 został adiunktem w Katedrze Filozofii Kultury Wydziału Filozofii Chrześcijańskiej UKSW. W 2013 uzyskał tam habilitację w dziedzinie filozofii. W 2014 objął stanowisko profesora nadzwyczajnego UKSW. W 2017 został członkiem Zespołu Ekspertów Konferencji Episkopatu Polski ds. Bioetycznych. Wszedł w skład Polskiego Towarzystwa Tomasza z Akwinu i Naukowego Towarzystwa Tomistycznego.
26 listopada 2020 papież Franciszek prekonizował go biskupem pomocniczym diecezji warszawsko-praskiej ze stolicą tytularną Nova. Święcenia biskupie otrzymał 19 grudnia 2020 w katedrze św. Michała Archanioła i św. Floriana Męczennika w Warszawie. Głównym konsekratorem był arcybiskup Henryk Hoser, biskup senior warszawsko-praski, a współkonsekratorami arcybiskup Salvatore Pennacchio, nuncjusz apostolski w Polsce, i Romuald Kamiński, biskup diecezjalny warszawsko-praski. Jako zawołanie biskupie przyjął słowa „In Te Domine speravi” (Tobie Panie Zaufałem).
W ramach prac Konferencji Episkopatu Polski wszedł w skład Rady ds. Społecznych i Zespołu Ekspertów KEP ds. Bioetycznych.
W 2024 był współkonsekratorem podczas sakry biskupa pomocniczego warszawsko-praskiego Tomasza Sztajerwalda.